# جيانيس أبوستوليديس
جيانيس أبوستوليديس (باليونانية: Γιάννης Αποστολίδης)‏ هو لاعب كرة قدم يوناني في مركز الدفاع، ولد في 14 أكتوبر 1988 في اليونان. لعب مع نادي بانيتوليكوس ونادي زانثي.